# أنطوني ليمك
انطوني ليمك (بالإنجليزية: Anthony Lemke) (و. القرن 20  م) هو ممثل، وممثل أفلام كندي، ولد في أوتا.
.

## التعليم
تعلم في كلية الحقوق في جامعة مكغيل ‏.

## وصلات خارجية
- أنطوني ليمك على موقع IMDb (الإنجليزية)
- أنطوني ليمك على موقع ألو سيني (الفرنسية)
- أنطوني ليمك على موقع أول موفي (الإنجليزية)
- أنطوني ليمك على موقع قاعدة بيانات الأفلام السويدية (السويدية)
- أنطوني ليمك على موقع قاعدة بيانات الفيلم (الإنجليزية)
- أنطوني ليمك على موقع كينوبويسك (الروسية)